# 1676 w polityce

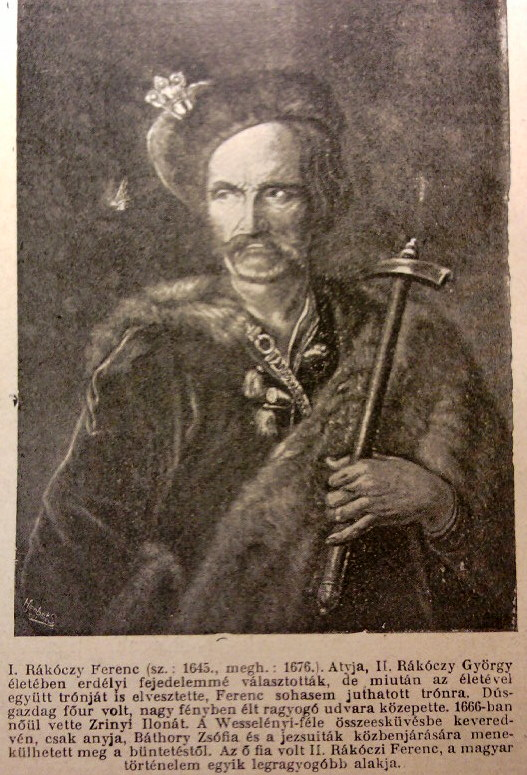
Franciszek I Rakoczy

Wydarzenia polityczne w 1676 roku.

## Zmarli
- 8 lipca Franciszek I Rakoczy, książę Siedmiogrodu[1].